# Jitendra Narayan
Sir Jitendra Narayan Bhup Bahadur (20. prosince 1886 Koch Bihar – 20. prosince 1922 Londýn) byl maharádža z Cooch-Beharu na území dnešního Bengálska. Stal se jím v září roku 1913 a území spravoval až do své smrti.

## Život
Jitendra Narayan byl druhým synem Nripendra Narayana a jeho ženy Suniti Devi. Měl mladšího bratra Victora Nitindra Narayan Bhup Bahadura.
Za manželku si vzal Indiru Raje, dceru maharádži Sayajiraoa Gaekwada III a Maharani Chimnabai. Měl s ní celkem pět dětí, dva syny a tři dcery.

## Potomci
S manželkou Indirou Raje měl pět dětí:
- Jagaddipendra Narayan (syn)
- Indrajitendra Narayan (syn)
- Ila Devi (dcera)
- Gayatri Devi (dcera)
- Menaka Devi (dcera)

## Životní dílo
V roce 1916 založil v Bengálsku k uctění památky svého otce Nripendra Narayana střední školu (নৃপেন্দ্র নারায়ণ মেমোরিয়াল হাই স্কুল, Nripendra Narayan Memorial High School), jednu z největších v Indii, co se týče kapacity (v roce 2006 byla schopna pojmout 10 000 studentů).

## Kriket
Jeho koníčkem byl kriket. Zúčastnil se jednoho prvotřídního kriketového zápasu; získal celkem 33 bodů.